# Ack! Herre Gud i höjden bor
Ack! Herre Gud i höjden bor är en gammal tysk psalm med originaltitel "Ach Herr du allerhöchster Gott", i 15 verser med okänd upphovsman.  Texten översattes till svenska och trycktes första gången i avdelningen "Andelige Psalmer och Visor" i Sigfridus Aronus Forsius psalmbok Een Liten Psalmbok tryckt  1608. Texten blev senare förändrad av Jakob Boëthius. 
Psalmen inleds i 1695-versionen med orden:
Ach! Herre Gudh i högden boor
Se til wår nödh och jämmer stoor
Noterna till melodin finns nedtecknade 1530 i den tyska koralboken Ain schöns newes Christlichs Lyed. Enligt 1697 års koralbok används melodin även för psalmerna O Herre! tu äst min enda tilflyckt (nr 36), Kommer hijt til migh säger Gudz Son (nr 215) och I HErrans Namn så rese wij (nr 335).

## Publicerad i
- Een Liten Psalmbok (tryckt 1608) under rubriken "Andelige Psalmer och Visor"
- 1695 års psalmbok som nr 309 under rubriken "Psalmer i åthskillige Nödtorfter: Uthi stora Landzplågor".